# 法布里齐奥·纳西
法布里齐奥·纳西（義大利語：Fabrizio Nassi，1951年8月5日—2019年11月16日），意大利前男子排球运动员。他曾代表意大利国家队参加1976年和1980年夏季奥林匹克运动会排球比赛，分别获得第八名和第九名。